# پراهمیت‌ترین بیت
در محاسبات کامپیوتری مهم‌ترین بیت به بیتی گفته می‌شود که در عدد باینری بالاترین ارزش را دارد.
به MSB سمت چپ‌ترین بیت هم گفته می‌شود که به دلیل نوشتن اعداد با ارزش بالاتر در از سمت چپ در نشان گذاری مرتبه‌ای می یاشد.
MSB می‌تواند مربوط به بیت علامت عدد باینری علامت دار در نشانه گذاری مکمل یک یا مکمل دو باشد. در اینصورت عدد ۱ به معنای منفی و عدد ۰ نشانگر عدد مثبت می‌باشد.
به‌طور معمول به هرکدام از بیت‌ها یک عدد بر حسب موقعیت مکانی اختصاص داده می‌شود. در این حالت از صفر تا N-1 به صورتی که N نمایانگر تعداد بیت‌های مورد نیاز برای نمایش عدد در سیستم باینری می یاشد. این اعداد توان ارزش مکانی بیت مربوطه در سیستم مبنای دو است (به عنوان مثال 20..231). با وجود اینکه چندین تولیدکننده پردازنده شماره بیت را به صورت کاملاً برعکس انجام می‌دهند اما MSB همچنان با مهم‌ترین بیت باقی مانده. شاید این یکی از دلایلی باشد که از MSB به جای شماره بیت استفاده می‌شود هرچند که دلیل اصلی احتمالاً این مسئله است که سیستم‌های مختلف نمایش اعداد از تعداد بیت‌های مختلف استفاده می‌کنند.
با بسط این موضوع مهم‌ترین بیت‌ها بیت‌هایی هستند که به MSB نزدیکترند.

The unsigned binary representation of decimal 149, with the msb highlighted. The msb in an 8-bit binary number represents a value of 128 decimal. The lsb represents a value of 1.